# Jill Clayburgh

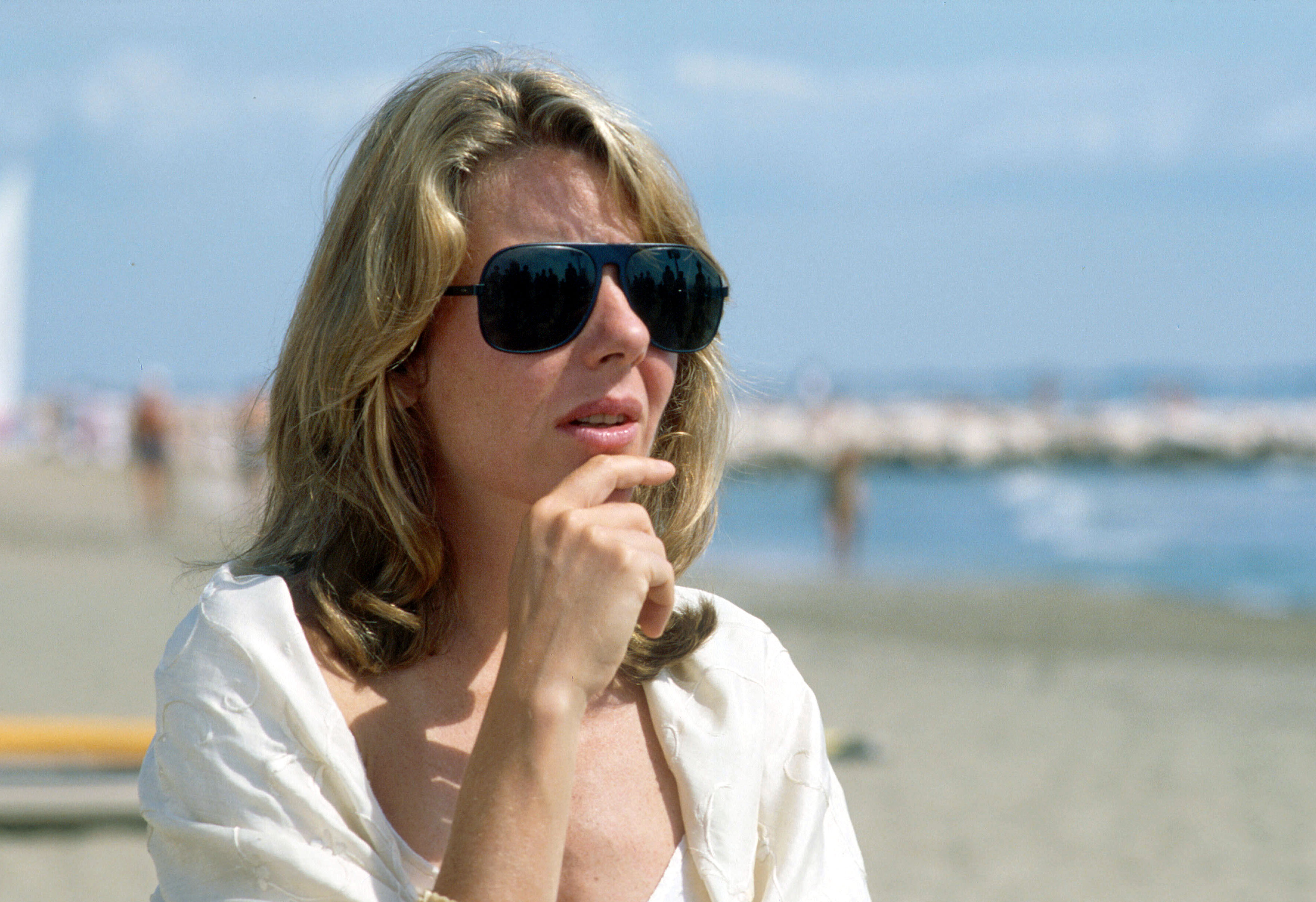
Jill Clayburgh 1983.

Jill Clayburgh, född 30 april 1944 i New York i New York, död 5 november 2010 i byn Lakeville i Salisbury i Connecticut, var en amerikansk skådespelare.
Hon föddes i en förmögen societetsfamilj och fick sin utbildning vid exklusiva skolor. Under collegetiden började hon spela teater vid sommarteatrar. Hon medverkade sedan i flera off-Broadwayuppsättningar och blev slutligen stjärna under 1970-talet i Broadwaymusikaler som The Rotschilds och Pippin.
Clayburgh gjorde filmdebut redan 1966 men fick inte sitt verkliga genombrott förrän 1976 i rollen som Carole Lombard i filmen De lyckliga åren och Chicago-expressen. Båda filmerna ratades av kritikerna men gjorde henne till en etablerad stjärna. Clayburgh nominerades för en Oscar 1978 för En fri kvinna. De senare åren medverkade hon mestadels i tv-filmer.
Åren 1970–1975 var Clayburgh sambo med Al Pacino. 1979 gifte hon sig med dramatikern David Rabe. Tillsammans fick de två barn, Michael och skådespelaren Lily Rabe. Jill Clayburgh avled 2010 efter att i 20 år varit sjuk i kronisk lymfatisk leukemi. Hennes sista film, Bridesmaids, hade just avslutats vid hennes bortgång.

## Filmografi i urval
- 1969 – The Wedding Party
- 1972 – Portnoys stående problem
- 1976 – De lyckliga åren
- 1976 – Chicago-expressen
- 1976 – Kort lycka
- 1977 – Bara tre kan leka så...
- 1977 – En fri kvinna
- 1983 – Hanna K
- 1989 – Stulen identitet
- 1991 – Reason for Living: The Jill Ireland Story
- 1992 – Brottsplats Miami
- 1993 – Rich in Love
- 1997 – Kärlek vid andra ögonkastet
- 1997 – Going All the Way
- 1999–2001 – Ally McBeal (TV-serie)
- 2001 – Vallen
- 2006 – Det är nåt som inte stämmer
- 2007–2009 – Dirty Sexy Money (TV-serie)
- 2010 – Love and Other Drugs
- 2011 – Bridesmaids